# بعثة الأمم المتحدة للدعم في ليبيا
بعثة الأمم المتحدة للدعم في ليبيا المعروفة اختصارا بـ «أونسميل» هي جهة التمثيل للأمم المتحدة في ليبيا.
أسست في 2011 بقرار من مجلس الأمن الدولي حمل رقم 2009 (سبتمبر/أيلول 2011). رئيس البعثة هو ستيفاني ويليامز (بالإنابة). عينت خلفا لغسان سلامة.